# Inner-Abborrtjärnen
Inner-Abborrtjärnen är en sjö i Örnsköldsviks kommun i Ångermanland som ingår i Gideälvens huvudavrinningsområde. Inner-Abborrtjärnen ligger i Vändåtberget Natura 2000-område och Vändåtbergets naturreservat. Den är belägen på Mittibergets nordsida.
Tjärnen har en yta av ungefär 2 hektar. Vid tjärnen har Länsstyrelsen inrättat en övernattningsstuga.
Inner-Abborrtjärnen är inte rotenonbehandlad men fiskbeståndet har förstärkts ett antal tillfällen genom inplantering av abborre och laxöring. Det finns inga säkra uppgifter om hur inplanteringarna lyckats.
Tjärnen lodades 2012 av Eric Bagger och Leif Wikberg och uppvisar en jämn bottenprofil. Mätdjupen visas på en skiss över sjön (längst ner) som upprättades i samband med lodningen.

## Bildgalleri

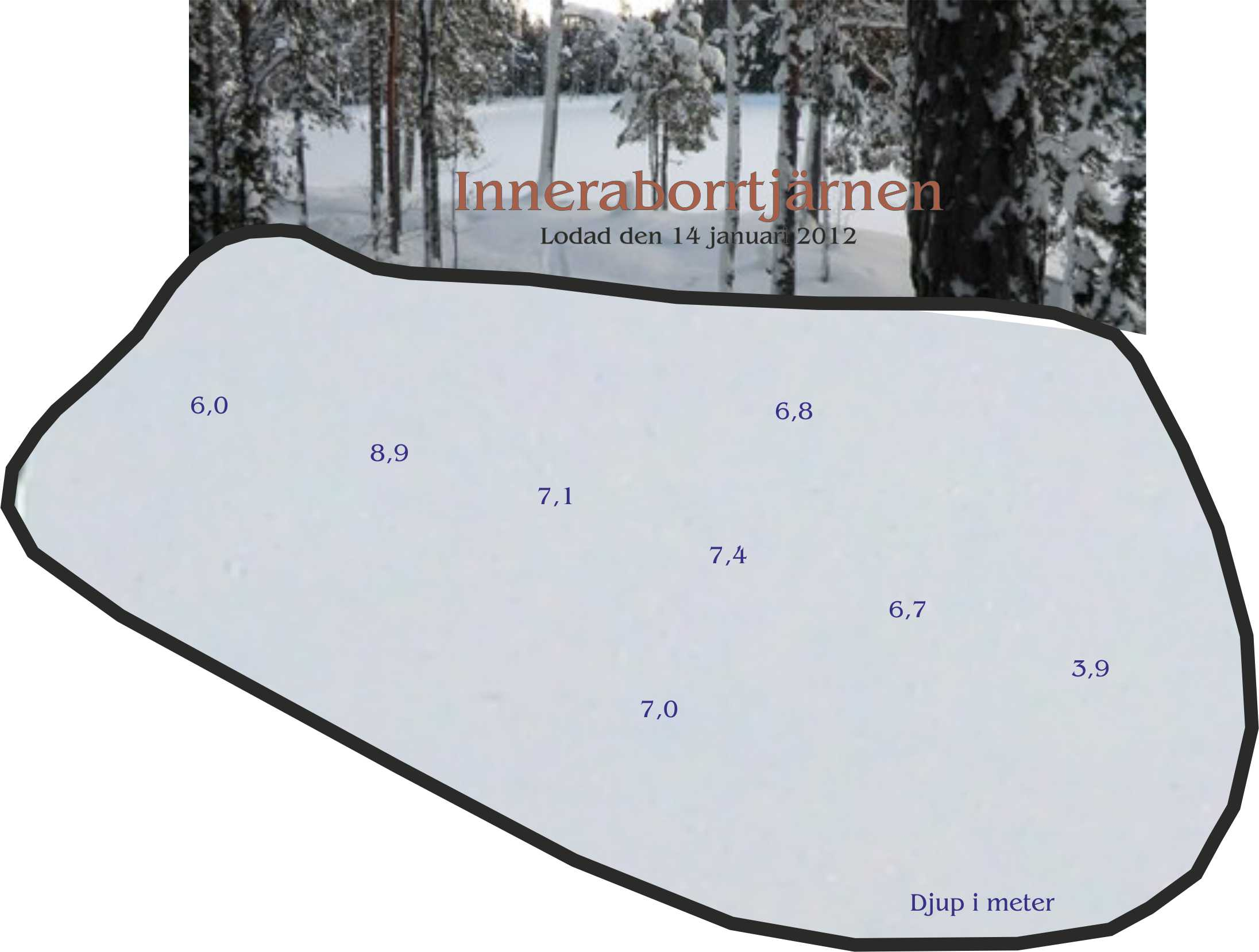
Skiss som visar lodresultat för Inner-Abborrtjärnen.
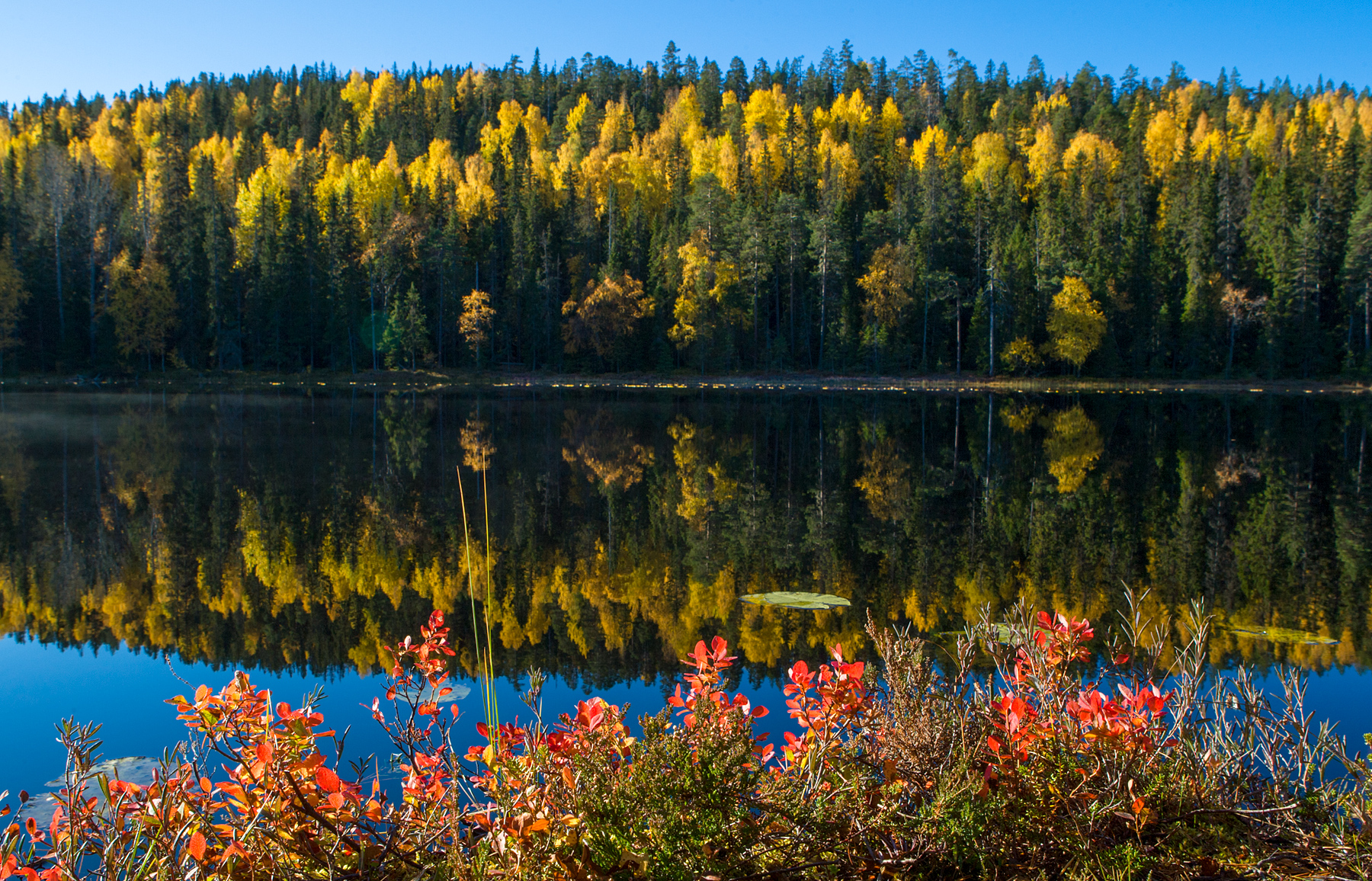
Höst vid tjärnen 2007.
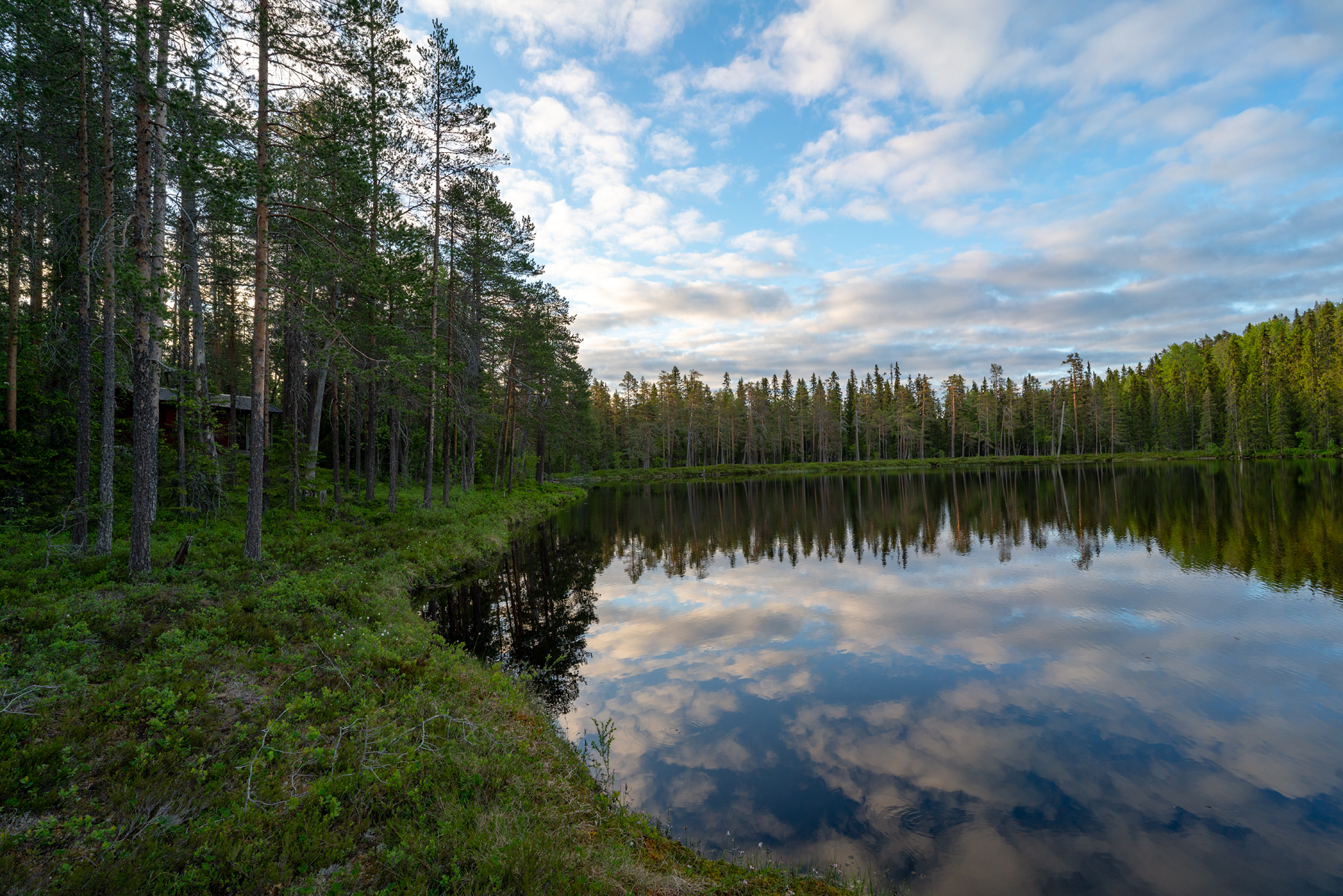
Gryning vid tjärnen, juni 2019.
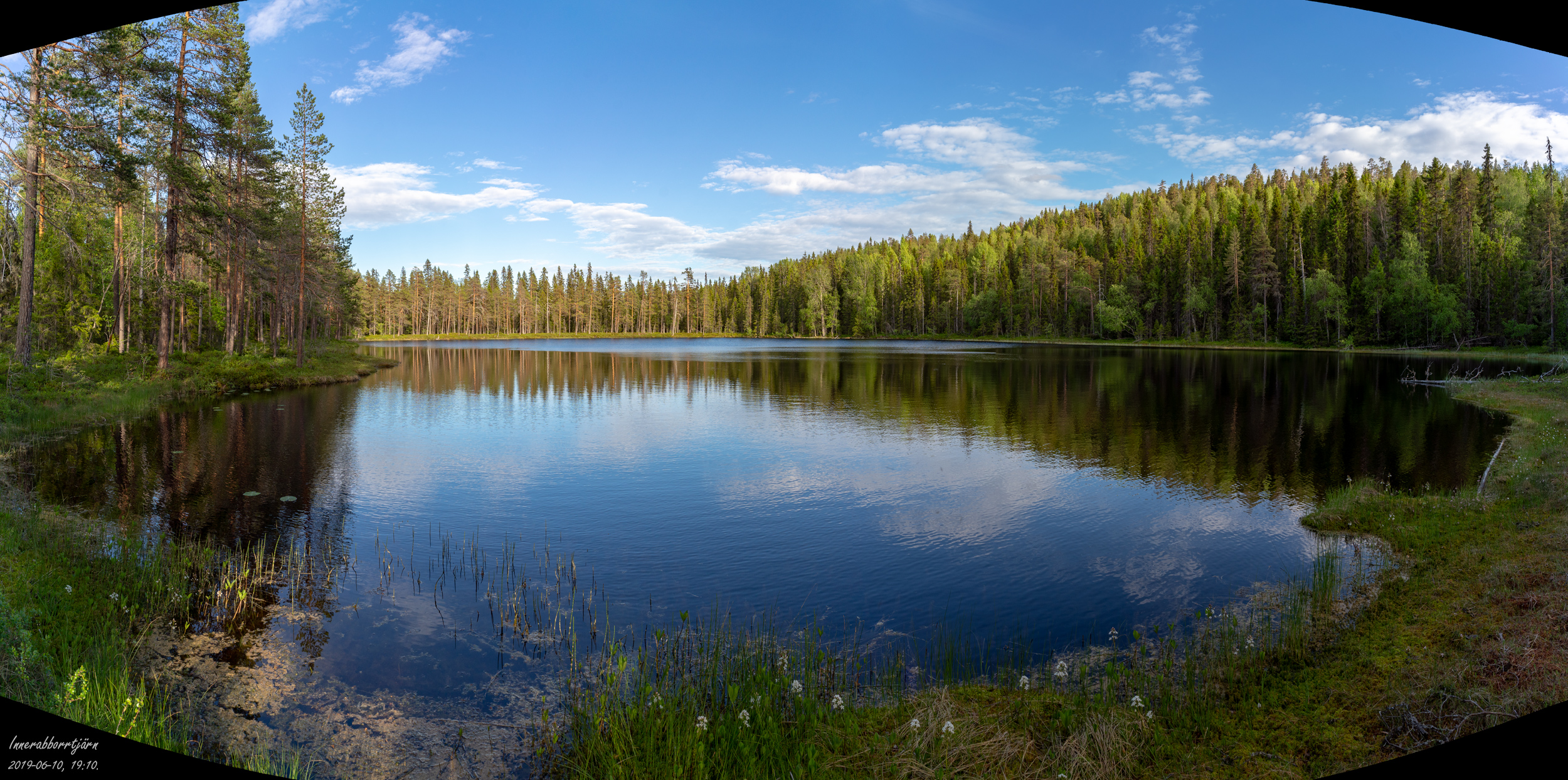
Sommarkväll, samma dag.
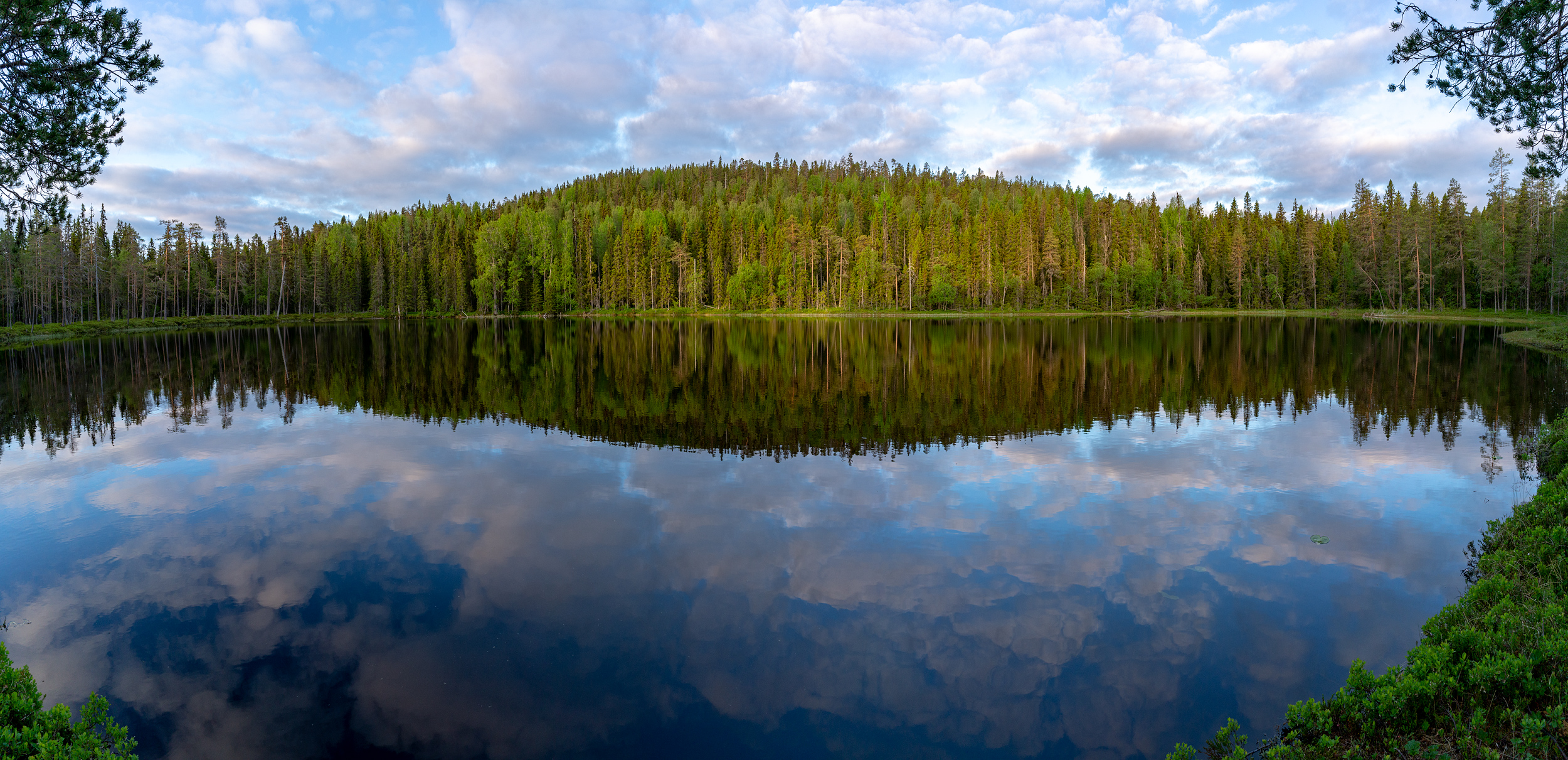
Inner-Abborrtjärnen och Mittiberget i gryningsljus.
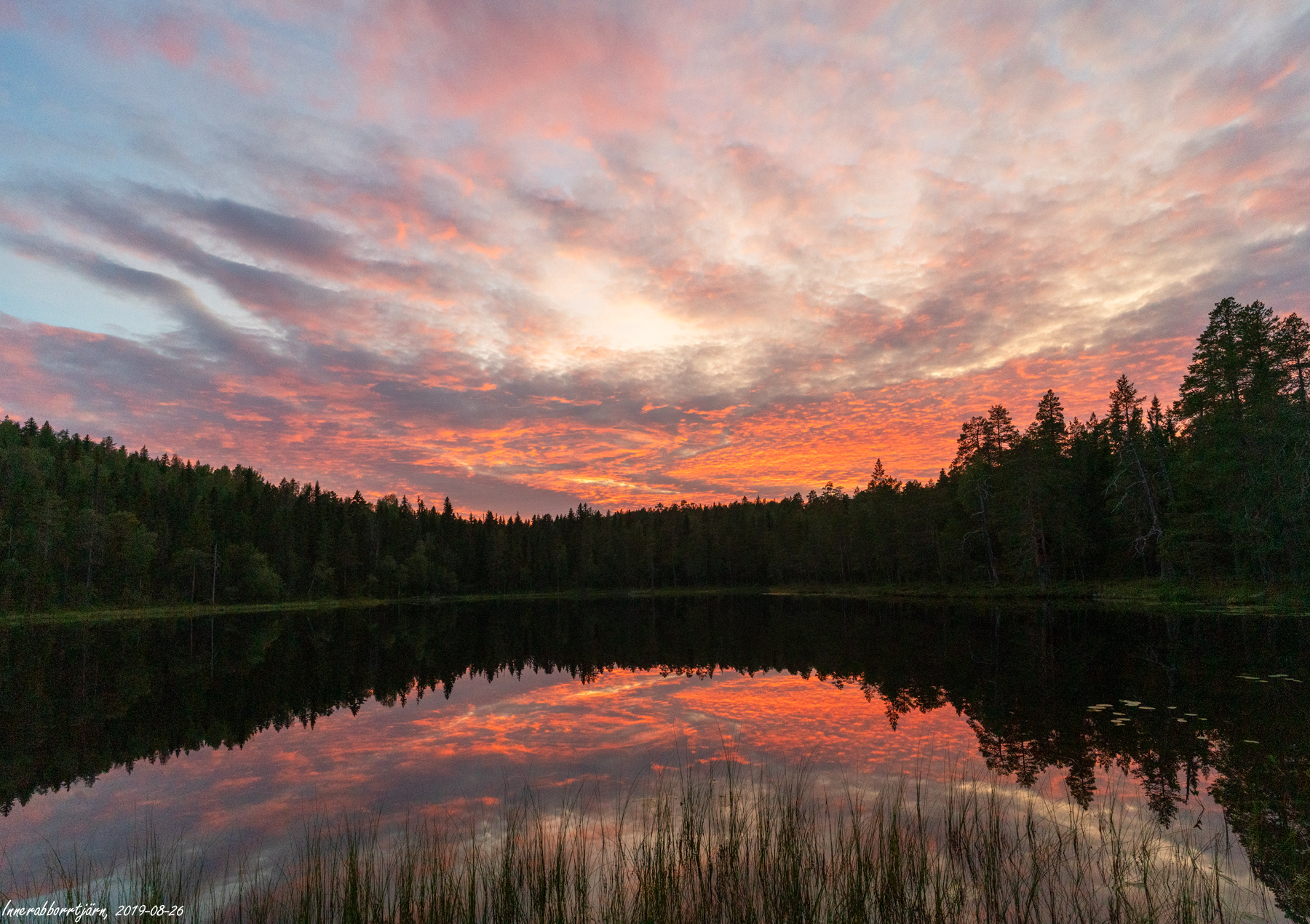
Solnedgång vid tjärnen, augusti 2019.
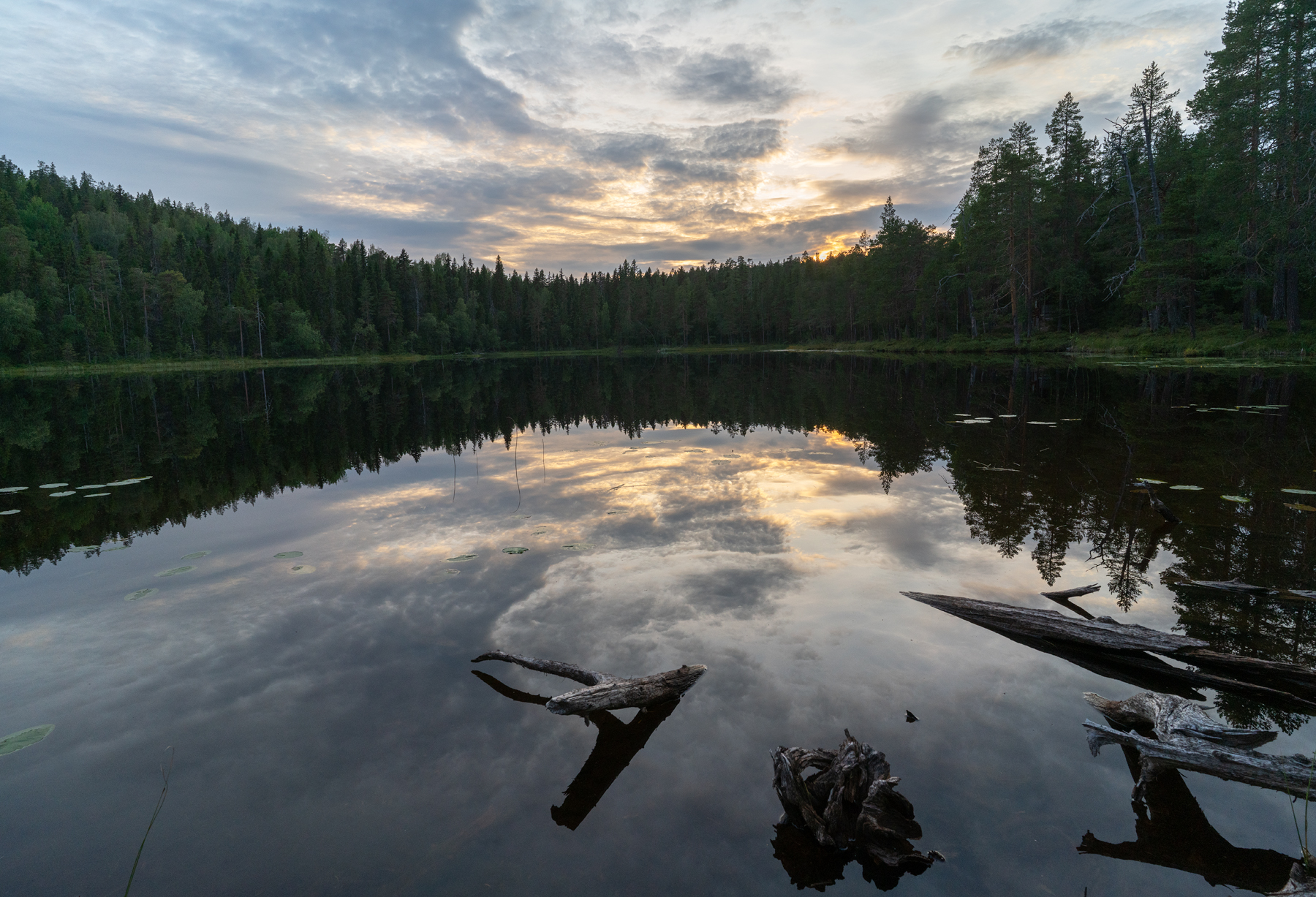
Något tidigare samma augustikväll.
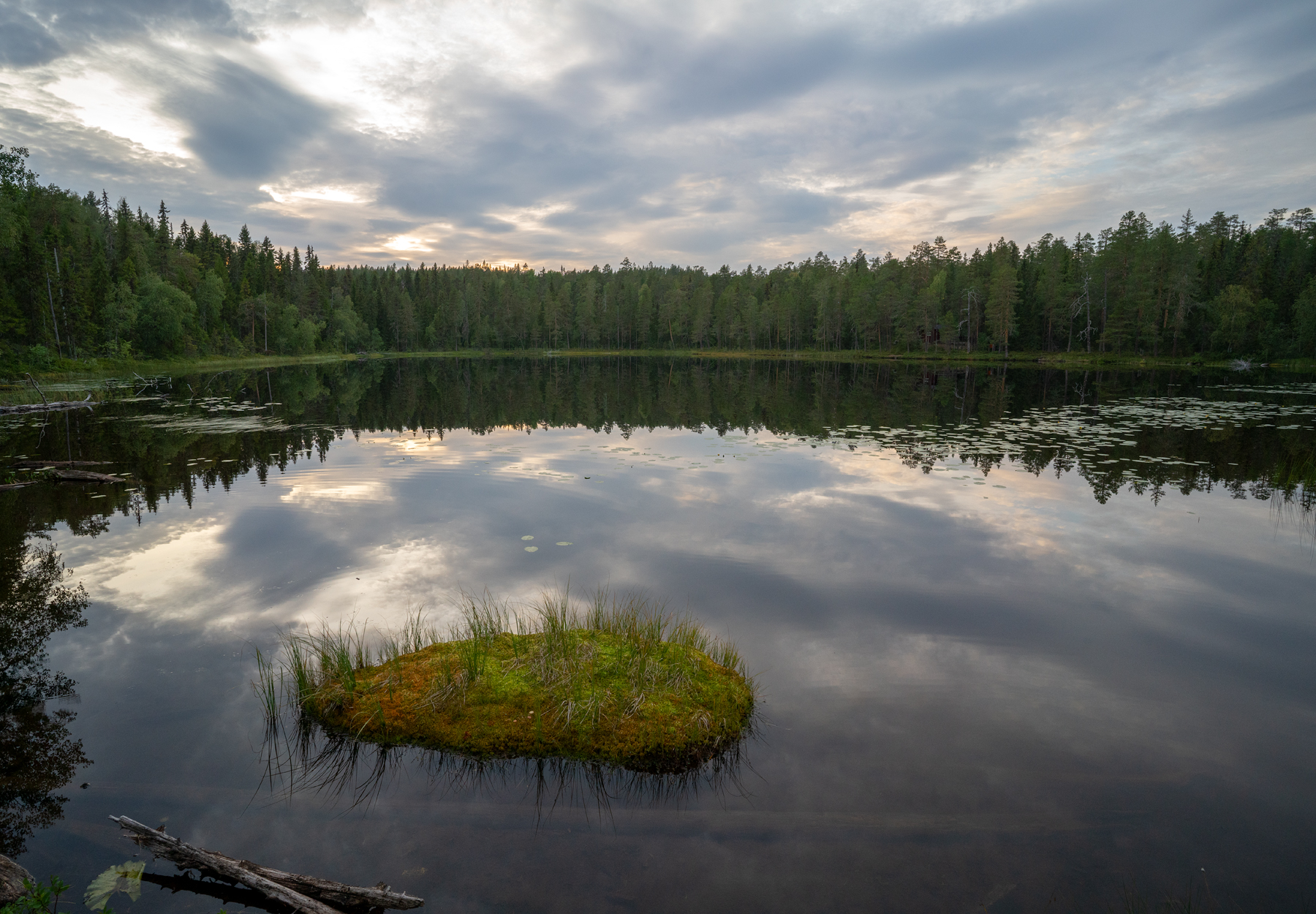
En mycket liten ö vis syd-östra hörnet av Innerabborr-tjärnen
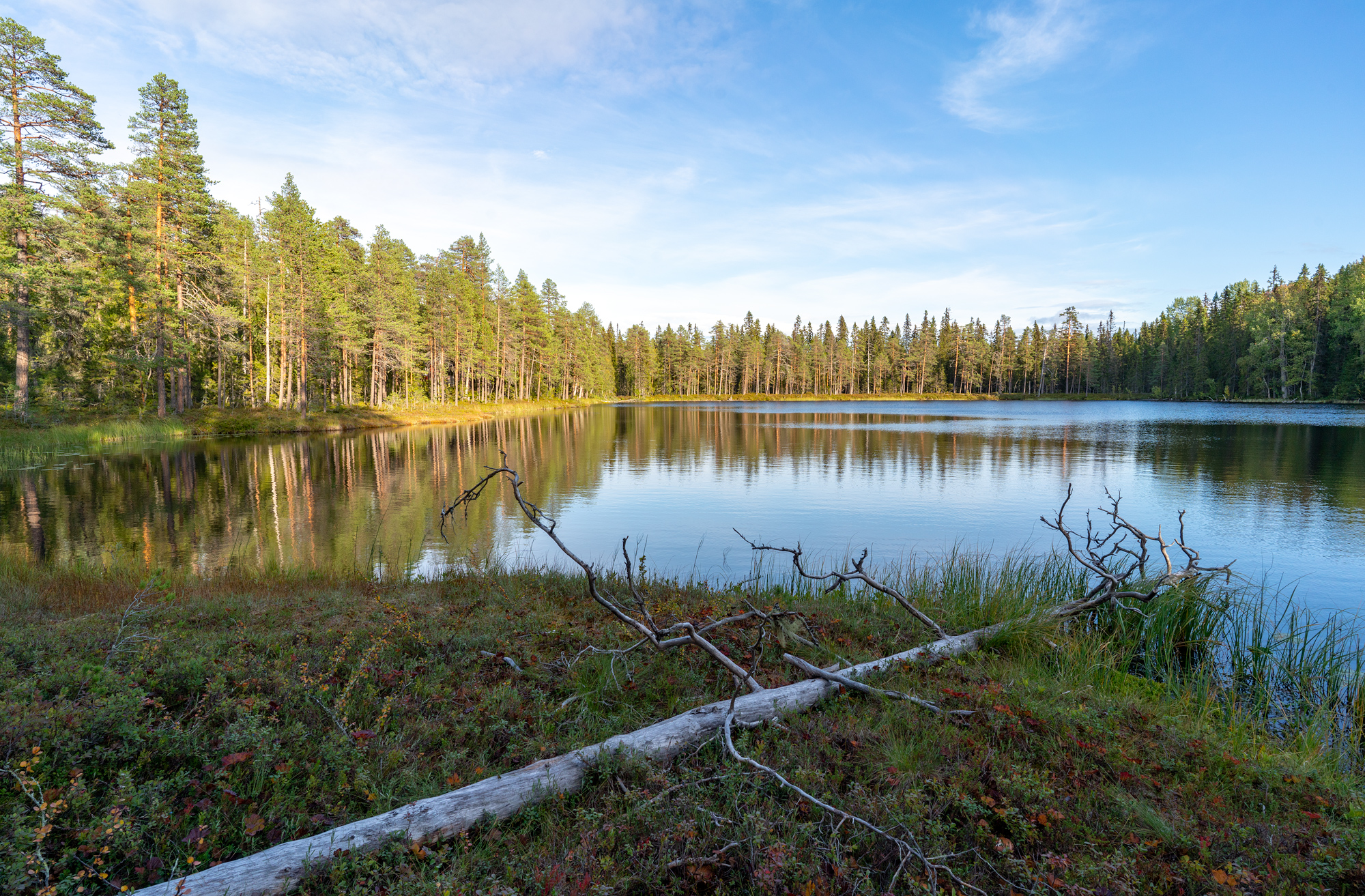
Utsikt västerut över tjärnen. I förgrunden en död tall.

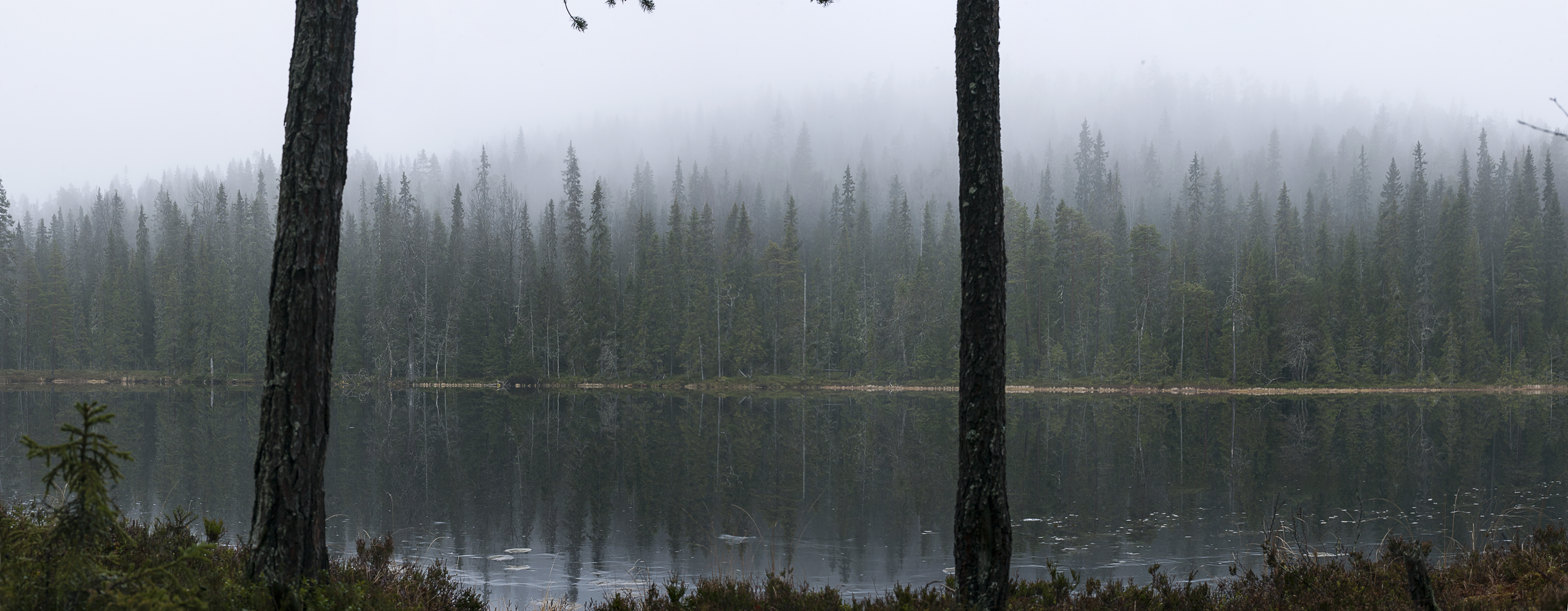
En panoramabild över Inner-Abborrtjärnen.